# Jamil al-Assad
Jamil al-Assad (4 de junho de 1932 – 15 de dezembro de 2004) (em árabe: جميل الأسد) foi o irmão do antigo presidente sírio Hafez al-Assad, e tio do ex-presidente sírio Bashar al-Assad. Ele atuou no Parlamento da Síria, chamado de majlis ash-sha'b por muitos anos até sua morte.
Dos três irmãos Assad, tanto Hafez como Rifaat al-Assad, têm uma formação militar e desempenharam papéis importantes no governo sírio. Enquanto que Jamil foi certamente influente, mas não estava muito envolvido com os militares, e geralmente manteve um perfil mais baixo na política. No entanto, exerceu cargos diferentes no governo, e tornou-se muito rico durante o governo de seu irmão.
Embora ambos os seus irmãos aceitavam o secularismo, Jamil era considerado profundamente religioso. Na década de 1980, ele criou uma fundação baseada em Lataquia (al-Murtada), que ajudava companheiros muçulmanos Alauítas para a Hajj, peregrinação a Meca. A fundação também é acusada de ter tentado converter beduínos sunitas à fé Alauíta. Seja verdade ou não, os rumores causaram atritos com a maioria da população sunita. Al-Murtada é também dita ter uma ala de milícia menor, composta por alauítas muçulmanos, que estava armada e equipada pela poderosa força de segurança interna de Rifaat, as Companhias de Defesa.
Quando Rifaat tentou em 1984, explorar a saúde debilitada de Hafez, usando as Companhias de Defesa para encenar um fracassado golpe de Estado, lançou aos olhos de Hafez dúvidas sobre Jamil. Há relatos de que alguns de seus bens foram confiscados em represália, mas há pouca dúvida de que ele continuou sendo um homem muito rico.
Ao contrário de Rifat, Jamil apoiou abertamente a sucessão à presidência do filho de Hafez, Bashar al-Assad. Ele passou grande parte dos últimos anos de sua vida na França (onde Rifaat vive em exílio), mas ainda visitou a Síria ocasionalmente. Jamil al-Assad morreu em dezembro de 2004 aos 71 anos.